# Natsuki Takaya
Natsuki Takaya (高屋 奈月 Takaya Natsuki?) es una mangaka japonesa. Nació el 7 de julio de 1973 (festividad de Tanabata) en Shizuoka, prefectura de Tokio.

## Carrera profesional
Debuta en 1991 con una historia corta de 17 páginas Sickly Boy wa Hi ni Yamai, publicada por la editorial Hakusensha en Hana to Yume. En esta revista y en sus suplementos aparecerá prácticamente la totalidad de su obra.
Con el pasar del tiempo, va madurando su estilo con otros manga de breve duración: Born Free (1992), Knocking on the Wall (1992), Ding Dong (1993), Voice of Mine (1993) y Double Flower (1993). En 1994 aparece su primer manga largo, Geneimusô (Sueño fantasma) que pese a que estaba previsto que solo durase un tomo, acabará por extenderse a cinco. Sus siguientes obras incluyen Midori no Saidan, Tsubasa wo Motsu Mono (Hombres con alas), Ankoku Hime (La Princesa de la oscuridad) y la recopilación de historias cortas Boku Gautau to, Kimi wa Warau Kara (Cuando yo canto, te hace reír).
En 1997 aparece en Hana to Yume su creación de mayor éxito, Fruits Basket, sobre una joven huérfana, Tôru Honda, que entabla amistad con una misteriosa familia, los Sôma, quienes son la reencarnación de los doce signos del horóscopo chino. Convertido en la serie estrella de Hana to Yume y considerado como una innovadora aportación dentro del género para chicas, Fruits Basket es premiado con el 25.º Kôdansha Manga Award al mejor shôjo manga.En el 2000 es llevado al anime en forma de serie de 26 episodios, producidos por Studio DEEN.
Esta dibujante de manga se caracteriza por sus llamadas "charlas libres" en las que la autora comparte sus opiniones, autocríticas, sentimientos, etc.

## Series
- Gen'ei Musō (幻影夢想?), 1994 - 1997
- Tsubasa o Motsu Mono (翼を持つ者?), 1995 - 1998
- Boku ga Utau to Kimi wa Warau kara (僕が唄うと君は笑うから?), 1998, una pequeña historia de colección
- Fruits Basket (フルーツバスケット Furūtsu Basuketto?), 1998 - 2006
- Komogomo (こもごも?), 2006,
- Twinkle Stars (星は歌う?) 2007 - 2011
- Liselotte to majo no mori 2011 - 2013